# Dions
Dions är en kommun i departementet Gard i regionen Occitanien i södra Frankrike. Kommunen ligger i kantonen Saint-Chaptes som tillhör arrondissementet Nîmes. År 2022 hade Dions 531 invånare.

## Befolkningsutveckling
Antalet invånare i kommunen Dions
Referens:INSEE